# Erich Sechser
Erich Sechser (* 25. November 1925 in München; † 2. Juli 2003) war ein Staatsanwalt und CSU-Politiker.

## Leben
Der Sohn eines aktiven Offiziers studierte Jura, trat 1957 bei der Staatsanwaltschaft München in den bayerischen Justizdienst ein und war als Strafrichter, Zivilrichter und als Oberstaatsanwalt tätig.
1960 zog er von München nach Zorneding um, wo er (von 1966 bis 1996) als Gemeinderat Mitglied der CSU-Fraktion und von 1972 bis 1990 zweiter Bürgermeister war. Es wirkte an der Konsolidierung des Finanzhaushalts mit. Von 1973 bis 1985 war er Ortsvorsitzender der CSU Zorneding.
Für sein forsches Vorgehen gegen die Aktion „Wir haben abgetrieben!“ im Juni 1971 wurde er von Ministerpräsident Alfons Goppel gelobt.
Beim ersten deutschen Banküberfall mit Geiselnahme am 4. August 1971 durch Hans Georg Rammelmayr und Dimitri Todorov zog Sechser unter Hinweis auf die Strafprozessordnung die Leitungsbefugnis an sich. Er beorderte „gute Jäger“ der Polizei in eine Kiesgrube und ließ sie üben, bevor sie als angebliche „Präzisionsschützen“ am Tatort Stellung bezogen. Infolge des von ihm erteilten Schießbefehls wurde das Fluchtfahrzeug von etwa 150 Kugeln durchsiebt und Rammelmayr sowie eine 19-jährige Geisel getötet. Danach gingen sechs Strafanzeigen gegen ihn ein. Polizeipräsident Manfred Schreiber, mit dem er sich bereits seit zwei Monaten in der Fachzeitschrift Kriminalistik über Kompetenzabgrenzung zwischen Polizei und Justiz stritt, suchte Sechsers Schießbefehl danach zu rechtfertigen, „wann immer er danach gefragt würde“.